# Argentinská rallye 2010
Argentinská rallye 2010 byla třetí soutěží šampionátu IRC 2010 v roce 2010. Vítězem se stal Juho Hänninen ve voze Škoda Fabia S2000. Soutěž měla 239 km a 15 rychlostních zkoušek a konala se ve dnech 19. až 21. března.

## Průběh soutěže
Soutěž začala superspeciální zkouškou, kterou vyhrál Kris Meeke s vozem Peugeot 207 S2000 před Magalhaesem na stejném voze. Třetí byl Guy Wilks s Fabií britského týmu a za ním jezdci týmu Škoda Motorsport v pořadí Jan Kopecký a Hänninen. 
Hned v prvním testu se na čelo probojoval Hänninen. Meeke byl druhý a Kopecký třetí. Magalhaes se propadl na páté místo. Hänninen vyhrává další dva a Wilks jeden test. Kopecký končí vždy čtvrtý. I při druhých testech vítězil Hänninen. Na druhé místo postoupil Wilks. Meeka trápily problémy s motorem a defekt. Pátou pozici držel Federico Villagra s vozem Ford Fiesta S2000. Nasser Al-Attiyah s dalším vozem Fabia byl až třináctý. 
I v druhé etapě vítězil nejvíce Hänninen. Na stupních vítězů nejčastěji končili zbylí jezdci Škody Wilks a Kopecký. Puze jednou skončil Meeke. Na pátou pozici se probojoval Gabriel Pozzo na voze Subaru Impreza STI, který předstihl Villagru, sedmý byl Magalhaes. Al-Attiah musel odstoupit pro poruchu. Dílčí vítězství získal i Kopecký. Meekovi se zlomilo zavěšení a musel odstoupit. První místo uhájil Hänninen, druhý skončil Wilks a na třetí místo se posunul Kopecký. 

## Výsledky
1. Juho Hänninen (Škoda Fabia S2000) 2:30:38,1
2. Guy Wilks (Škoda Fabia S2000) + 51,0
3. Jan Kopecký (Škoda Fabia S2000) + 2:20,1 min
4. Gabriel Pozzo (Subaru Impreza STi) + 5:03,9 min
5. Federico Villagra (Ford Fiesta S2000) + 5:14,2
6. Bruno Magalhäes (Peugeot 207 S2000) + 6:11,0 min
7. Nicolas Madero (Mitsubishi Lancer Evo X) + 6:47,5 min
8. Alejandro Cancio (Mitsubishi Lancer Evo X) + 8:38,3 min
9. Juan Marchetto (Mitsubishi Lancer Evo X) + 9:17,6 min

## Průběžné pořadí

### Jezdci
1. Juho Hänninen (Škoda Fabia S2000) 24
2. Guy Wilks (Škoda Fabia S2000) 19
3. Jan Kopecký (Škoda Fabia S2000) 15
4. Mikko Hirvonen (Ford Fiesta S2000) 10
5. Kris Meeke (Peugeot 207 S2000) 10
6. Bruno Magalhäes (Peugeot 207 S2000) 9
7. Nicolas Vouilloz (Peugeot 207 S2000) 6
8. Gabriel Pozzo (Mitsubishi Lancer Evo) 5
9. Stéphane Sarrazin (Peugeot 207 S2000) 5
10. Federico Villagra (Ford Fiesta S2000) 4

### Týmy
1. Škoda Motorsport 46
2. Peugeot Sport 24
3. Ford M-Sport 14
4. Ralliart 6
5. Subaru World Rally Team 5